# Herrschaft Wasserburg

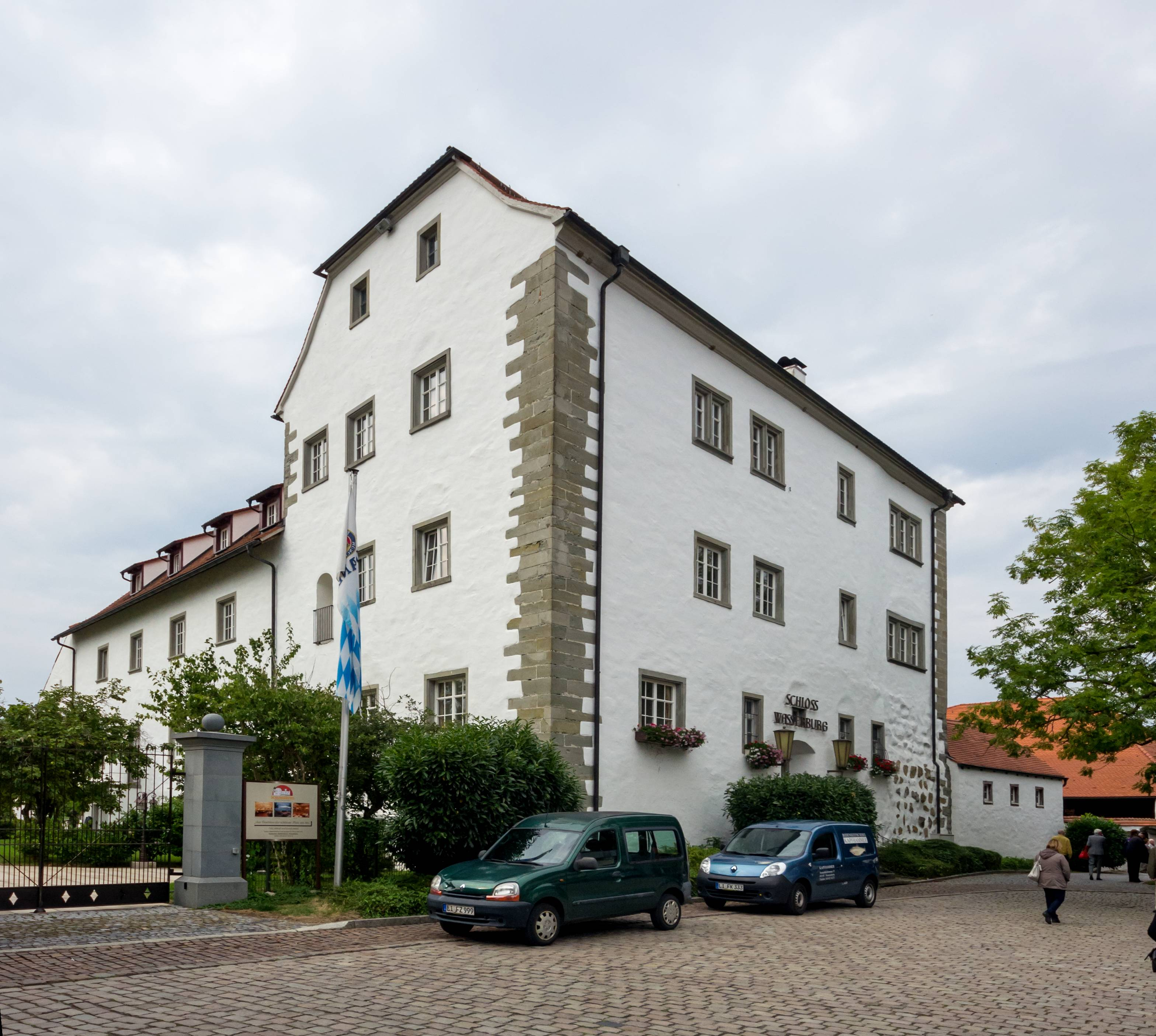
Schloss Wasserburg

Die Herrschaft Wasserburg mit Sitz auf Schloss Wasserburg in Wasserburg, war eine Herrschaft im Heiligen Römischen Reich, die mit der Mediatisierung im Jahr 1805/6 an Bayern kam. Wasserburg ist heute eine Gemeinde im Landkreis Lindau in Bayern.

## Geschichte
Wasserburg wird im Jahr 784 erstmals als Gut des Klosters St. Gallen überliefert. Lange Zeit war die Herrschaft als Sankt Galler Lehen an die Herren von Kißlegg vergeben und im 14. Jahrhundert kam die Herrschaft durch Heirat an die Herren von Schellenberg. Um 1525 kam die Herrschaft Wasserburg nach einer Verpfändung endgültig in das Eigentum der Grafen von Montfort. Diese verkauften 1592 die Herrschaft an die Fugger, deren Linie Fugger-Wasserburg sie 1763 an Österreich veräußerte. Auf Grund der Rheinbundakte 1805/6 kam die Herrschaft im Rahmen der Mediatisierung zum Königreich Bayern.